# Guillaume Van Keirsbulck
Guillaume Van Keirsbulck (* 14. Februar 1991 in Roeselare) ist ein ehemaliger belgischer Radrennfahrer.

## Sportliche Karriere
Schon in der Jugend- und der Junioren-Klasse konnte Guillaume Van Keirsbulck Titel und Erfolge erringen: 2006 und 2007 wurde er belgischer Jugendmeister im Einzelzeitfahren, 2009 gewann er Pavé de Roubaix (das Junioren-Rennen von Paris–Roubaix), und 2009 wurde er jeweils Sechster der Junioren-Europameisterschaft im Einzelzeitfahren und der Niedersachsen-Rundfahrt der Junioren.
Im Erwachsenenbereich fuhr Van Keirsbulck 2010 als Stagiaire für  Quickstep und war von 2011 bis 2016 Mitglied dieses UCI WorldTeam. Er gewann in dieser in dieser Zeit u. a. 2014 die Gesamtwertung der Drei Tage von De Panne und eine Etappe des UCI WorldTour-Rennens Eneco Tour.
2017 wechselte Van Keirsbulck zum Professional Continental Team Wanty-Groupe Gobert, für das er zu Beginn seiner ersten Saison dort das Eintagesrennen Le Samyn gewann. Auf der vierten Etappe der Tour de France 2017 fuhr er über 190 Kilometer als alleiniger Ausreißer vor dem Feld und wurde dafür mit der roten Rückennummer als kämpferischster Fahrer ausgezeichnet. 2018 siegte er beim Antwerp Port Epic.
Nachdem Van Keirsbulck 2019 und 2020 für das CCC Team fuhr, war er zu Beginn der Saison 2021 zunächst vertragslos, bevor er sich dem Alpecin-Fenix Development Team anschloss, von dem er 2022 zum WorldTeam wechselte Alpecin-Fenix. Er beendete seine Karriere nach Ende der Saison 2023 bei Bingoal WB, nachdem er kein Vertragsangebot mehr erhielt.

## Familie
Guillaume Van Keirsbulck ist der Enkel des Profi-Weltmeisters im Straßenrennen von 1963, Benoni Beheyt. Auch sein Vater Kurt Van Keirsbulck war Radrennfahrer.

## Erfolge
2008
- eine Etappe und Nachwuchswertung Sparkassen Münsterland Tour

2009
- Paris–Roubaix Juniors
- eine Etappe Niedersachsen-Rundfahrt der Junioren

2011
- Omloop van het Houtland Lichtervelde

2013
- Mannschaftszeitfahren Tirreno–Adriatico

2014
- Nachwuchswertung Tour of Qatar
- eine Etappe Drei Tage von Westflandern
- Gesamtwertung Drei Tage von De Panne
- Grote Prijs Jean-Pierre Monsére
- eine Etappe Eneco Tour

2017
- Le Samyn

2018
- Antwerp Port Epic

2019
- Hammer Chase Hammer Stavanger

## Grand-Tour-Platzierungen
| Grand Tour            | 2013 | 2014 | 2015 | 2016 | 2017 | 2018 | 2019 | 2020 | 2021 | 2022 | 2023 |
| --------------------- | ---- | ---- | ---- | ---- | ---- | ---- | ---- | ---- | ---- | ---- | ---- |
| Giro d’ItaliaGiro     | –    | –    | –    | –    | –    | –    | –    | –    | –    | –    | –    |
| Tour de FranceTour    | –    | –    | –    | –    | 147  | 123  | –    | –    | –    | 122  | –    |
| Vuelta a EspañaVuelta | 125  | –    | –    | –    | –    | –    | –    | –    | –    | –    | –    |